# Andrea Schraad
Andrea Schraad (* 1973 in Dinklage) ist eine deutsche Kostümbildnerin, die zumeist mit dem Regisseur Andreas Kriegenburg zusammen arbeitet.

## Leben und Werk
Schraad absolvierte ihr Kostümbildstudium bei Maren Christensen an der Fachhochschule für Design und Medien in Hannover. Ab 2000 wurde sie zunächst als feste Kostümassistentin, dann als Atelierleiterin und feste Kostümbildnerin am Thalia Theater in Hamburg engagiert. In dieser Zeit begann ihre langjährige Zusammenarbeit mit dem Regisseur Andreas Kriegenburg.
2004 debütierte Schraad bei den Salzburger Festspielen – in der David-Bösch-Inszenierung von Simon Stephens Port. Im Jahr darauf gestaltete sie in Salzburg die Kostüme für Stephan Kimmigs Interpretation von Kleists Penthesilea, im Folgejahr war sie an Shakespeares Viel Lärm um nichts in Böschs Regie beteiligt. 2014 kehrte die Kostümbildnerin für Kriegenburgs Inszenierung von Ödön von Horváths selten gespieltem Werk Don Juan kommt aus dem Krieg an die Salzburger Festspiele zurück.
In der Spielzeit 2006/2007 arbeitete sie erstmals an den Münchner Kammerspielen. Für ihre Kostüme in Kriegenburgs Inszenierungen von Tschechows Drei Schwestern und von Kafkas Der Process erhielt sie mehrere Auszeichnungen.

## Arbeiten mit Andreas Kriegenburg (Auswahl)

### Schauspiel
- 2001 Medea von Euripides – Thalia Theater Hamburg
- 2003 Bernarda Albas Haus von Garcia Lorca – Thalia Theater Hamburg
- 2003 Unschuld von Dea Loher (Uraufführung) – Thalia Theater Hamburg
- 2005 König Lear von Shakespeare – Thalia Theater Hamburg
- 2006 Drei Schwestern von Tschechow – Münchner Kammerspiele
- 2008 Der Prozess nach Kafka – Münchner Kammerspiele
- 2014 Don Juan kommt aus dem Krieg von Ödön von Horváth – Salzburger Festspiele
- 2015 Wassa Schelesnowa von Maxim Gorki – Burgtheater Wien

### Oper
- 2006 Orfeo ed Euridice – Theater Magdeburg
- 2008 Wozzeck – Bayerische Staatsoper München
- 2010 Otello – Deutsche Oper Berlin
- 2012 Der Ring des Nibelungen – Bayerische Staatsoper
- 2013 Orlando – Semperoper Dresden
- 2014 Die Soldaten – Bayerische Staatsoper
- 2014 Così fan tutte – Semperoper Dresden

## Auszeichnungen
- 2007 Kostümbildnerin des Jahres – für Drei Schwestern, Kammerspiele München
- 2007 Deutscher Theaterpreis Der Faust – für Drei Schwestern, Kammerspiele München
- 2009 Deutscher Theaterpreis Der Faust – für Der Process, Kammerspiele München